# Сепарети
Сепарети (груз. სეფარეთი) — село в Грузии, на территории Тержольского муниципалитета края (мхаре) Имеретия.

## География
Село находится в западной части Грузии, вблизи истока реки Дзеврулы, на расстоянии 13 километров к северо-западу от города Тержола, административного центра муниципалитета. Абсолютная высота — 294 метра над уровнем моря.

## Население
По результатам официальной переписи населения 2014 года, в Сепарети проживало 109 человек (48 мужчин и 61 женщина). В национальной структуре населения грузины составляли 100 %.
| Год  | Население, человек |
| ---- | ------------------ |
| 2002 | 169                |
| 2014 | ↘ 109              |